# Рота, Лазарос
Лазарос Рота (греч. Λάζαρος Ρότας; род. 23 августа 1997, Катерини) — греческий футболист, защитник клуба АЕК и сборной Греции.

## Клубная карьера
Рота — воспитанник клуба «Ираклис». В 2017 году Лазарос подписал контракт со словацким «Славой Требишов» из Второго дивизиона Словакии. Летом 2018 года Рота перешёл в «Земплин». 29 июля в матче против ДАК 1904 он дебютировал в словацкой Суперлиге. 24 ноября в поединке против «Сеницы» Лазарос забил свой первый гол за «Земплин». 
В начале 2020 года Рота перешёл в ситтардскую «Фортуну», подписав контракт на 3,5 года. 7 февраля в матче против «Хераклеса» он дебютировал в Эредивизи. 
В 2021 году Рота вернулся на родину, подписав контракт на 3 года со столичным АЕКом. 17 октября в матче против «Атромитоса» он дебютировал в греческой Суперлиге. 10 апреля 2022 года в поединке «Ариса» Лазарос забил свой первый гол за АЕК. В 2023 году игрок помог клубу выиграть чемпионат и завоевать Кубок Греции.

## Международная карьера
11 октября 2020 года в матче Лиге наций против сборной Молдавии Рота дебютировал за сборную Греции. 

## Достижения
Клубные
 АЕК (Афины)
- Победитель греческой Суперлиги — 2022/2023
- Обладатель Кубка Греции — 2022/2023